# Costus dubius
Costus dubius là một loài thực vật có hoa trong họ Costaceae. Loài này được (Afzel.) K.Schum. mô tả khoa học đầu tiên năm 1904.

## Hình ảnh

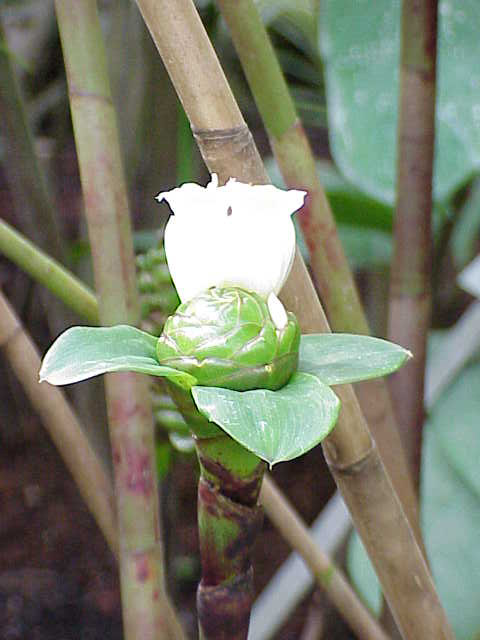
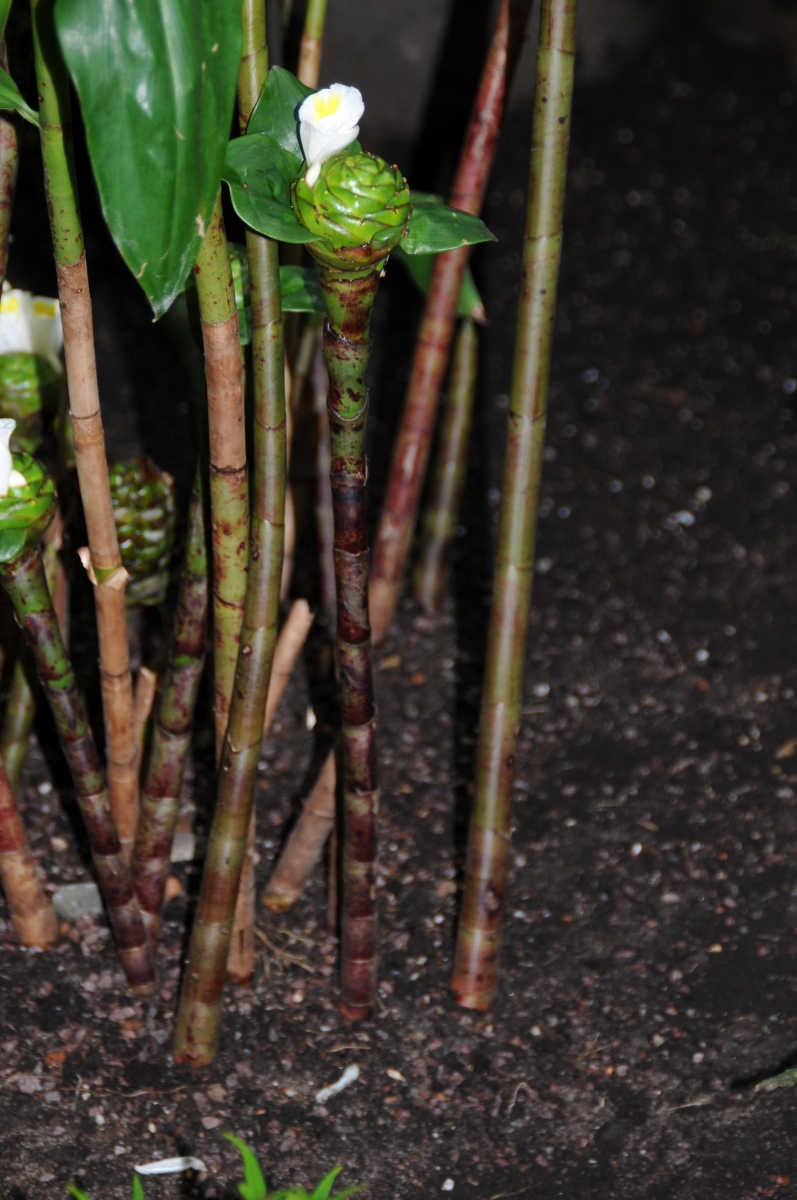
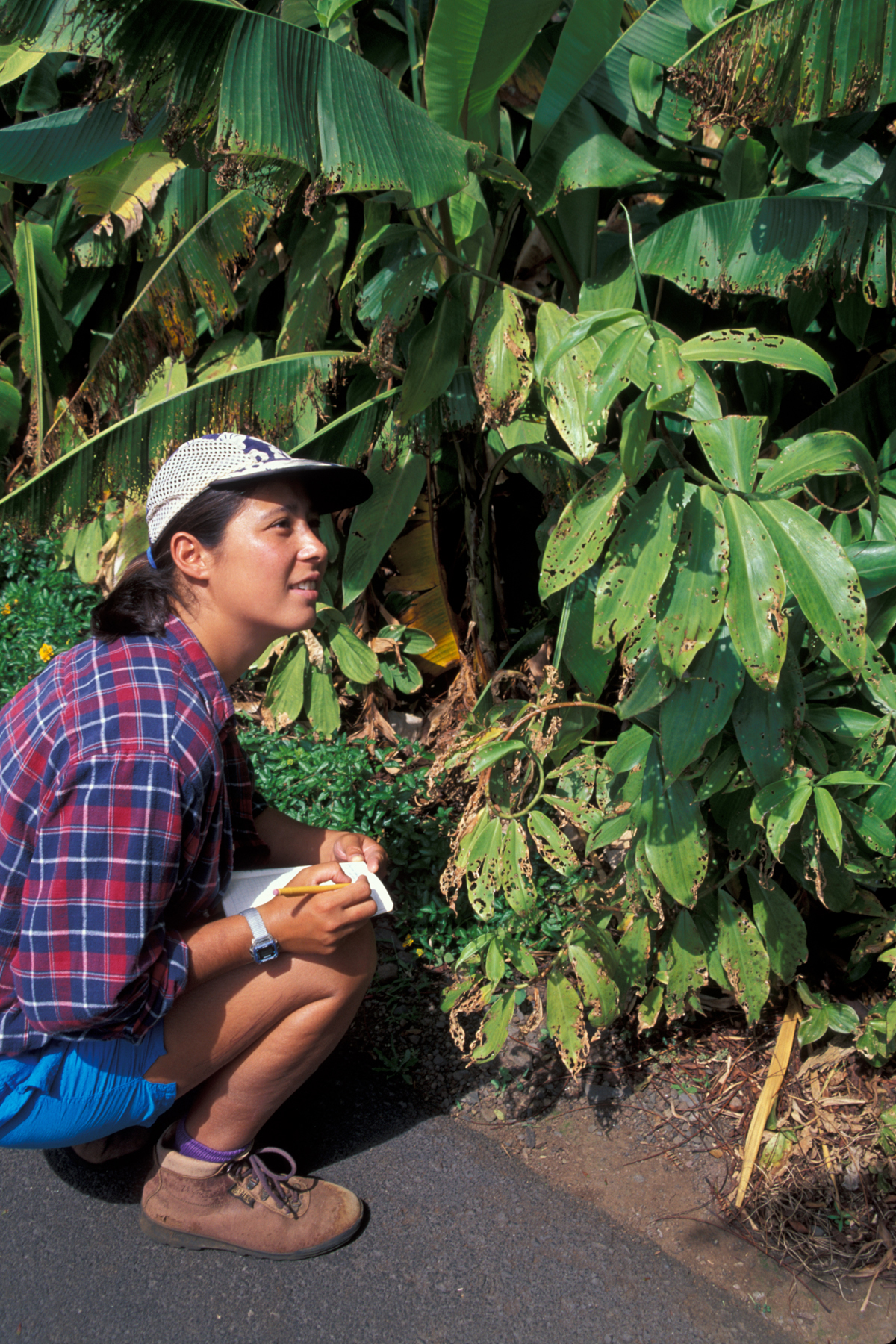